# Scandalo di Broadway
Scandalo di Broadway (Broadway Scandals) è un film del 1929 diretto da George Archainbaud. È citato in "La moglie di quella notte" di Yasujiro Ozu (compare una locandina del film).

## Trama
Le disavventure di Ted Howard alle prese con i problemi finanziari della sua piccola compagnia di rivista. Aiutato da Mary, la sua ragazza che lo finanzia per fargli mettere in scena un nuovo spettacolo, Ted avrebbe la possibilità di avere come star Valeska, la regina del musical, ma - poiché la diva non vuole nel cast Mary - Ted rifiuta. Mary, però, si rende conto che quella, per lui, è un'occasione imperdibile e si tira indietro, passando a lavorare come ballerina di fila. Un giorno, però, suscita la gelosia di Valeska che la licenzia. Ted, allora, lascia Valeska e, insieme a Mary, si rimette a lavorare al loro nuovo spettacolo.

## Produzione
Il film fu prodotto da Harry Cohn per la Columbia Pictures Corporation.

### Colonna sonora
- Does an Elephant Love Peanuts?, parole e musica di James F. Hanley - cantata da Jack Egan, danzata da Jack Egan e Sally O'Neil
- What Is Life Without Love?, parole e musica di Jack Stone, Fred Thompson, Dave Franklin e Jack Stern - cantata da Jack Egan
- Would I Love to Love You , musica di Dave Dreyer, parole di Sidney Clare - cantata da Jack Egan
- Can You Read in My Eyes? (I Adore You), parole e musica di Sam Coslow
- Love's the Cause of All My Blues, musica di Neil Moret (come Charles Daniels), parole di Jo Trent
- Rhythm of the Tambourine, parole e musica di Dave Franklin
- Kickin' the Blues Away, parole e musica di James F. Hanley e Dave Franklin

## Distribuzione
Distribuito dalla Columbia Pictures con il titolo originale Broadway Scandals, il film uscì nelle sale cinematografiche degli Stati Uniti il 10 novembre 1929 dopo essere stato presentato a New York il 28 ottobre 1929.
Il copyright del film, richiesto dalla Columbia Pictures Corp., fu registrato il 17 dicembre 1929 con il numero LP931.
Sonorizzato con il Western Electric Vitaphone sound-on-disc sound system, del film sono conservati i dischi originali della colonna sonora completa.